# Andy Ogide
Andy Ogide, né le 1er octobre 1987, à Tallahassee, en Floride, est un joueur de basket-ball américano-nigérian. Il évolue au poste d'ailier.

## Palmarès
- Champion d'Afrique 2015